# Andrea Zryd

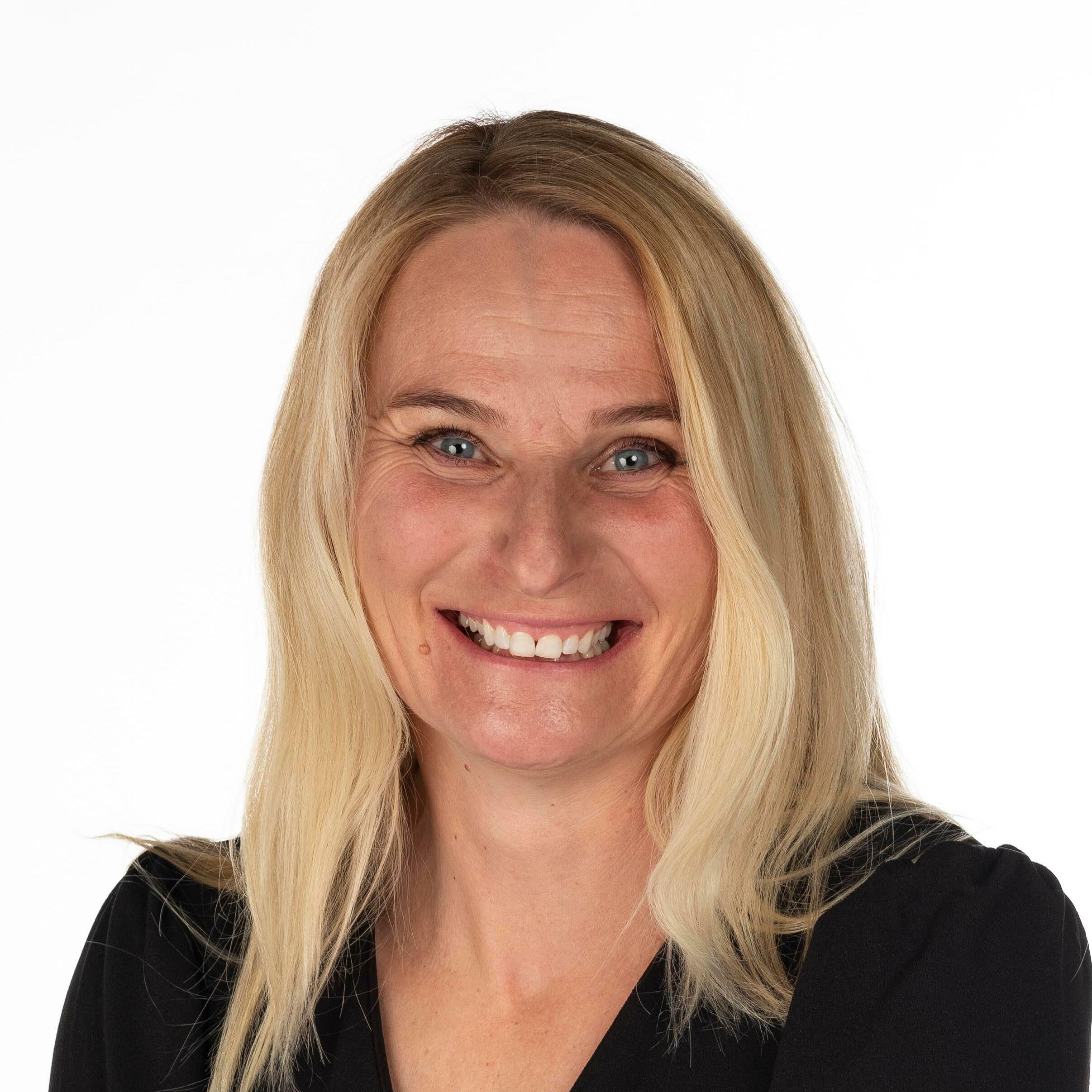
Andrea Zryd

Andrea Zryd (* 24. Oktober 1975 in Adelboden; heimatberechtigt ebenda) ist eine Schweizer Politikerin (SP). Sie wurde bei den Parlamentswahlen 2023 im Kanton Bern in den Nationalrat gewählt. Dem Berner Grossen Rat gehörte Zryd von 2004 bis 2010 und von 2014 bis 2023 an.

## Ausbildung und Beruf
Zryd ist Sportlehrerin, Diplomtrainerin und Sportwissenschaftlerin. Nach dem Erwerb des Lehrpatents mit Pädagogik und Kunstgeschichte im Nebenfach an der Eidgenössischen Hochschule für Sport Magglingen (EHSM) unterrichtete sie Sport am Berufsbildungszentrum Biel-Bienne (BBZ Biel). Neben dem Lizentiat absolvierte sie den Master im Bereich Spitzensport. Als Leistungsdiagnostikerin hatte Zryd ein Teilzeitmandat am Swiss Olympic Medical Center in Magglingen. Bei Swiss Ice Hockey erhielt sie ein Mandat für Athletiktraining, Leistungsdiagnostik und Forschungsprojekte im Spitzensport. In diesen Bereichen gründete sie mit Alex Reinhard das Unternehmen Zryd&Reinhard.
Zryd ist Präsidentin von Bern Sport sowie des Berufsverbands swisscoach und seit dem 28. März 2025 der Laufsportveranstaltung Grand Prix von Bern. Bis 2022 war sie Präsidentin der Alumni EHSM (ehemals Sportlehrerverband Magglingen).

## Politik
Zryd gehört der Sozialdemokratischen Partei an. Für die JungsozialistInnen wurde sie 2004 erstmals in den Grossen Rat gewählt, dem sie bis 2010 angehörte. Ein weiteres Mandat erhielt sie 2014. Sie vertrat den Wahlkreis Biel-Seeland und war langjähriges Mitglied der Geschäftsprüfungskommission (GPK). Nach dem Einzug in den Nationalrat verzichtete Zryd Anfang Dezember 2023 auf ihr Mandat im Berner Grossen Rat. Im Nationalrat gehört sie der Sicherheitspolitischen Kommission an.

## Privates
Zryd ist Mutter von zwei Kindern und ledig. Sie wohnt in Magglingen.

## Belege
1. 1 2 3  Andrea Zryd auf der Website der Bundesversammlung(Eingereichte Vorstösse) (Stand: Dezember 2023)
2. 1 2  andreazryd.ch: Über mich. (Stand: Dezember 2023)
3. ↑  zrydreinhard.com: Über uns.
4. ↑  Andrea Zryd übernimmt von Matthias Aebischer. 28. März 2025 (gpbern.ch [PDF; abgerufen am 25. April 2025]).
5. ↑  Andrea Zryd, SP, Magglingen.

| Personendaten    | Personendaten                                              |
| ---------------- | ---------------------------------------------------------- |
| NAME             | Zryd, Andrea                                               |
| KURZBESCHREIBUNG | Schweizer Politikerin der Sozialdemokratischen Partei (SP) |
| GEBURTSDATUM     | 24. Oktober 1975                                           |
| GEBURTSORT       | Adelboden, Schweiz                                         |